# Медаль НСПУ «Почесна відзнака»
Медаль «Почесна відзнака» — нагорода Національної спілки письменників України

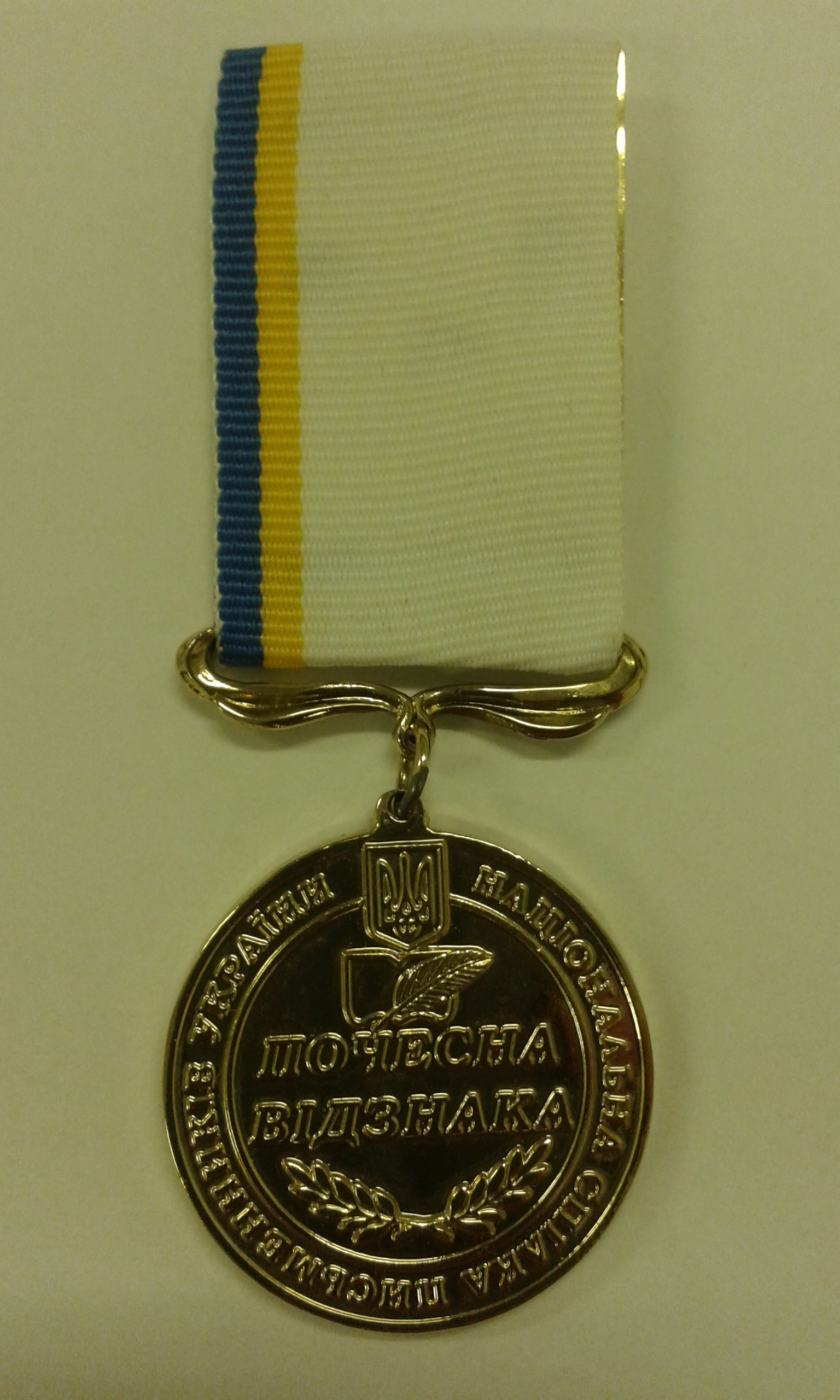
Медаль (2013)
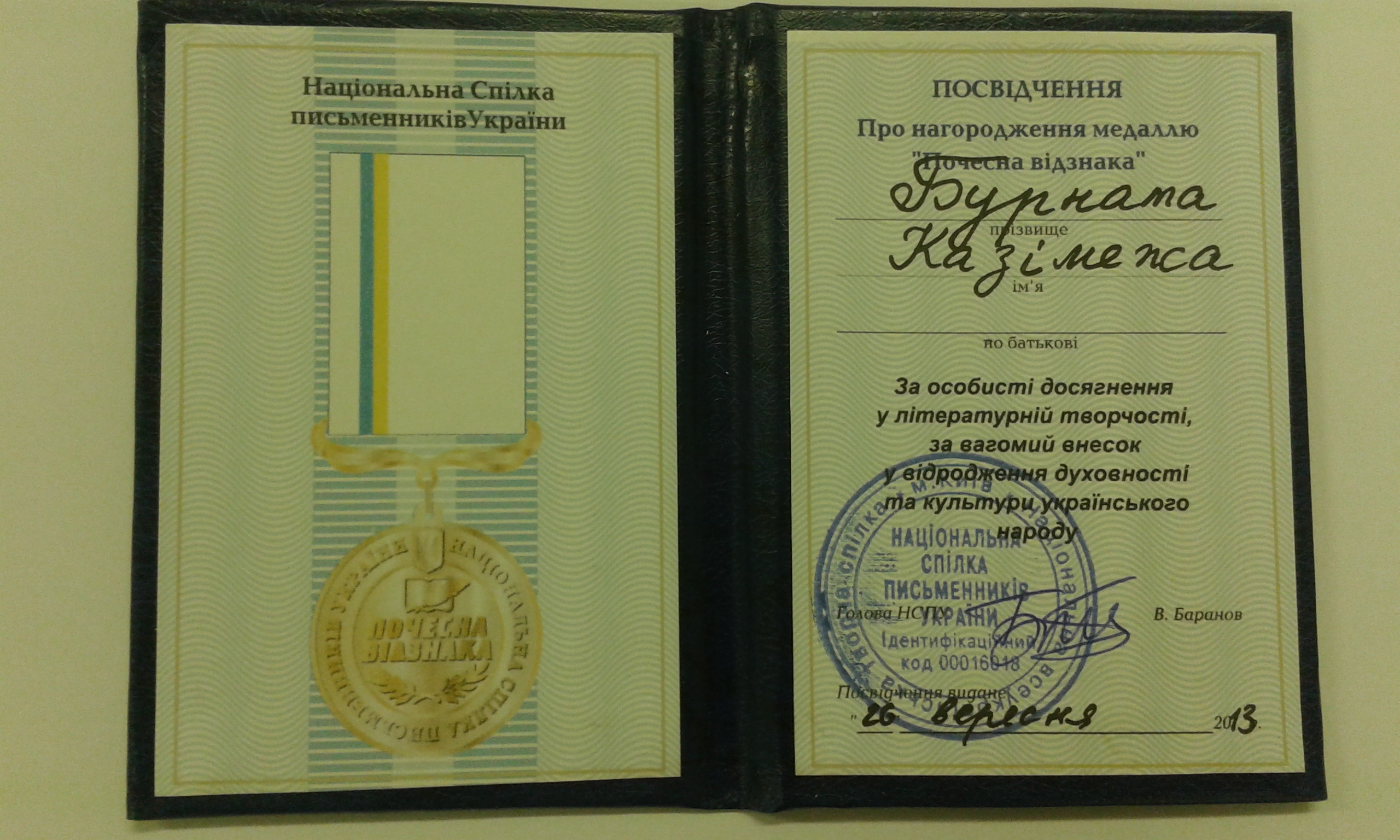
Посвідчення ‎(2013)
- Обкладинка
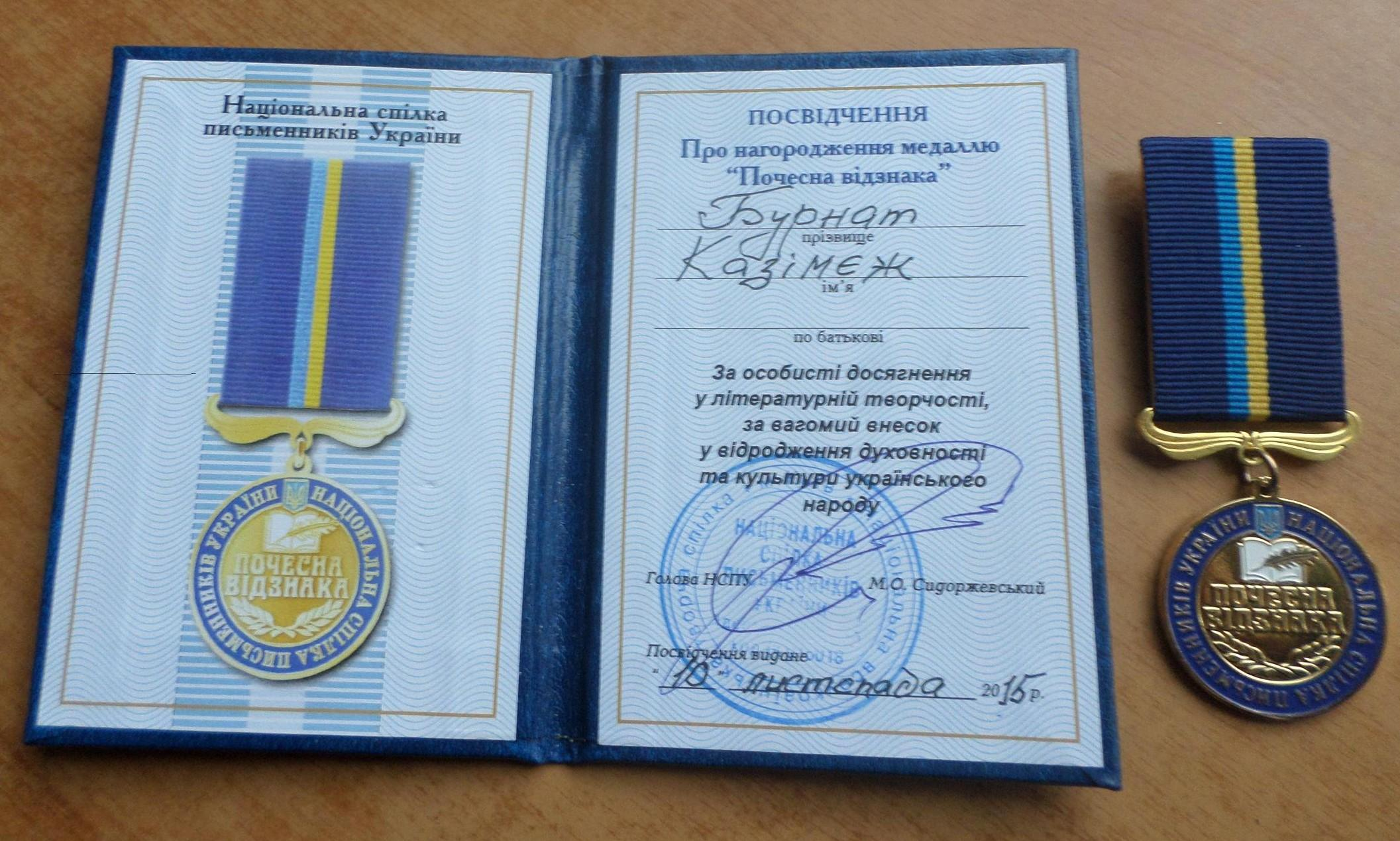
Медаль і посвідчення (2015)

## Нагороджені
Див. Категорія:Нагороджені медаллю НСПУ «Почесна відзнака»
Казімеж Бурнат (*1943) — польський поет, журналіст, перекладач, редактор, публіцист, аніматор культури, автор поетичних книжок і численних публікацій в антологіях та альманахах — нагороджений медаллю НСПУ «Почесна відзнака» двічі (2013, 2015).
Топачевський Андрій Олександрович — український письменник, кінодраматург. (2014)
Проценко Володимир Миколайович — український письменник, журналіст. (2019)